# Aaron Tveit
Aaron Tveit (Middletown, 21 oktober 1983) is een Amerikaans theater-, televisie- en filmacteur. Hij is bekend van zijn rol als Gabe in de originele Broadwayproductie van de musical Next to Normal, als Frank Abagnale Jr. in de musicalversie van Catch Me If You Can en als Tripp Vanderbilt in de tv-serie Gossip Girl.

## Jonge jaren
Tveit werd geboren in Middletown in de staat New York. Op school was hij een actieve golfer, voetballer en basketballer. Ook speelde hij er in de vier schooltonelen. Hij sloeg bedrijfsschoolbeurzen af om aan Ithaca College vocal performance te gaan studeren, een beslissing die zijn ouders steunden. Na zijn eerste jaar stapte hij over op musical, omdat hij acteren en theater miste.

## Carrière
Na twee jaar verliet Aaron Tveit Ithaca College om als Steve te kunnen meereizen met de tournee van de musical Rent. Hierna werd hij gecast voor de rol van Link Larkin in een andere nationale tournee van de musical Hairspray. Met deze rol begon zijn Broadwaycarrière.

## Filmografie

### Films
| Jaar | Titel             | Rol            |
| ---- | ----------------- | -------------- |
| 2008 | Ghost Town        | Anesthesist    |
| 2010 | Howl              | Peter Orlovsky |
| 2011 | Walks Into a Bar  | Henry          |
| 2012 | Premium Rush      | Kyle (student) |
| 2012 | Les Misérables    | Enjolras       |
| 2016 | Undrafted         | John Mazetti   |
| 2020 | One Royal Holiday | James Galant   |

### Televisie
| Jaar       | Titel                             | Rol                                       |
| ---------- | --------------------------------- | ----------------------------------------- |
| 2009–2012  | Gossip Girl                       | William "Tripp" Vanderbilt III            |
| 2010       | Ugly Betty                        | Zachary Boule                             |
| 2010       | Law & Order: Special Victims Unit | Jan Eyck                                  |
| 2011       | Body of Proof                     | Skip                                      |
| 2011       | The Good Wife                     | Spencer Zschau                            |
| 2011       | Law & Order: Special Victims Unit | Stevie Harris                             |
| 2013       | Graceland                         | Mike Warren                               |
| 2016       | Grease Live                       | Danny Zuko                                |
| 2021-heden | Schmigadoon!                      | Seizoen 1: Danny Bailey Seizoen 2: Topher |

### Theater (selectie)
| Jaar      | Titel                                          | Rol                 | Productie                                                                   |
| --------- | ---------------------------------------------- | ------------------- | --------------------------------------------------------------------------- |
| 2005-2008 | Hairspray                                      | Link Larkin         | Eerste Nationale US Tour (vervangende cast) Broadway (vervangende cast)     |
| 2007      | The Three Musketeers                           | D'Artagnan          | North Shore Music Theatre (VS regionaal)                                    |
| 2008-2009 | Wicked                                         | Fiyero Tigelaar     | Broadway (vervangende cast)                                                 |
| 2008-2010 | Next to Normal                                 | Gabe Goodman        | Originele off-Broadwaycast Originele Washington-cast Originele Broadwaycast |
| 2009      | Catch Me If You Can                            | Frank Abagnale, Jr. | Originele Seattle-cast                                                      |
| 2010      | Rent                                           | Roger Davis         | Hollywood Bowl                                                              |
| 2011      | Catch Me If You Can                            | Frank Abagnale, Jr. | Originele Broadwaycast                                                      |
| 2014-15   | Assasins                                       | John Wilkes Booth   | Menier Chocolate Factory (Londen)                                           |
| 2018-2020 | Moulin Rouge! (musical)                        | Christian           | Originele Boston-cast Originele Broadwaycast                                |
| 2023      | Sweeney Todd: The Demon Barber of Fleet Street | Sweeney Todd        | Broadway (vervangende cast)                                                 |

### Discografie
| Jaar | Titel                                  | Label            |
| ---- | -------------------------------------- | ---------------- |
| 2013 | The Radio in my Head: Live at 54 Below | Broadway Records |

## Prijzen
| Jaar | Prijs                                       | Categorie                                             | Film           | Resultaat   |
| ---- | ------------------------------------------- | ----------------------------------------------------- | -------------- | ----------- |
| 2012 | National Board of Review of Motion Pictures | Best Acting by an Ensemble                            | Les Misérables | Gewonnen    |
| 2013 | Screen Actors Guild Award                   | Outstanding Performance by a cast in a Motion Picture | Les Misérables | Genomineerd |